# PD-1

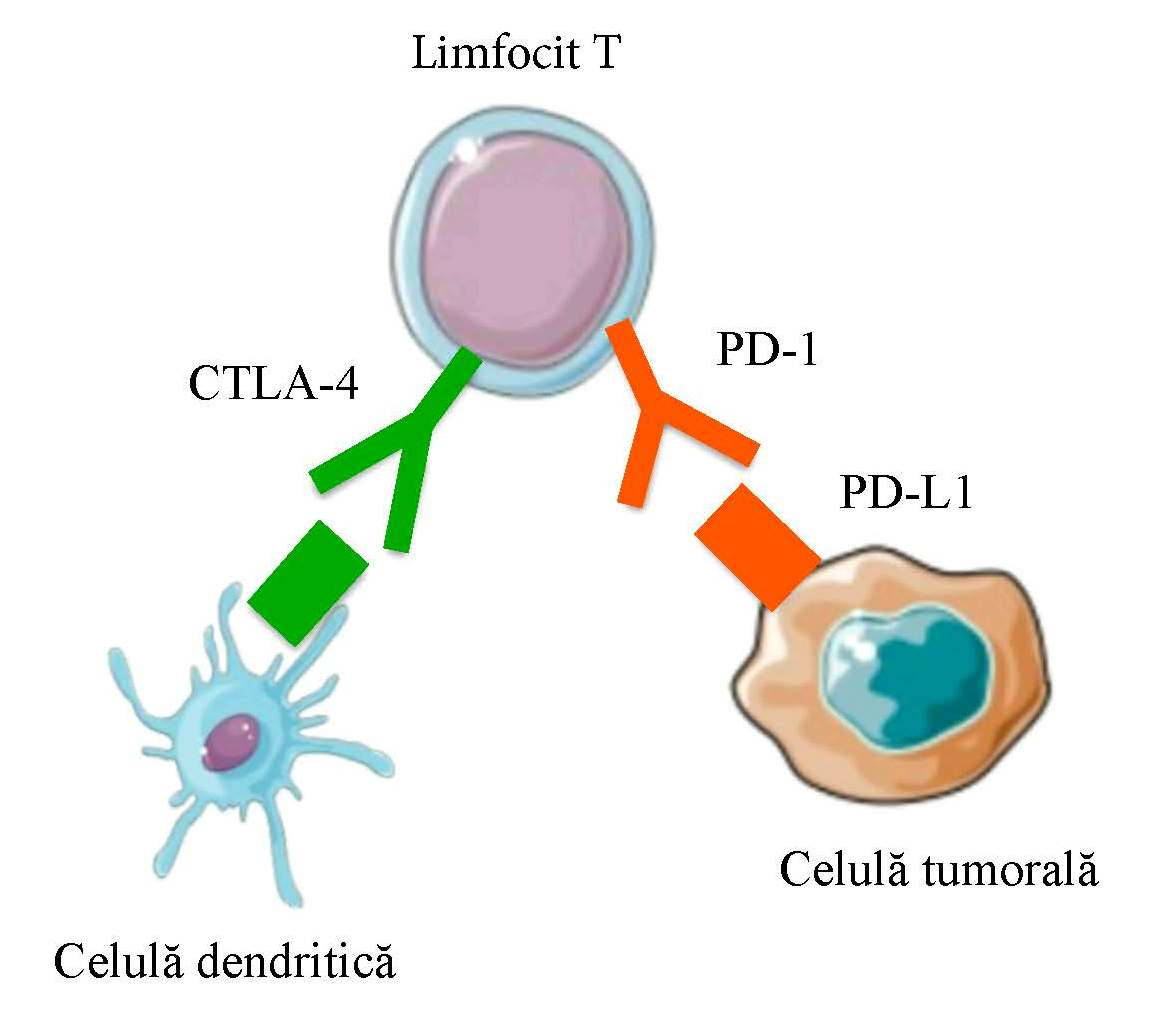
Receptorii CTLA-4 și PD-1 de pe suprafața limfocitelor T și ligandul PD-L1 de pe celula tumorală

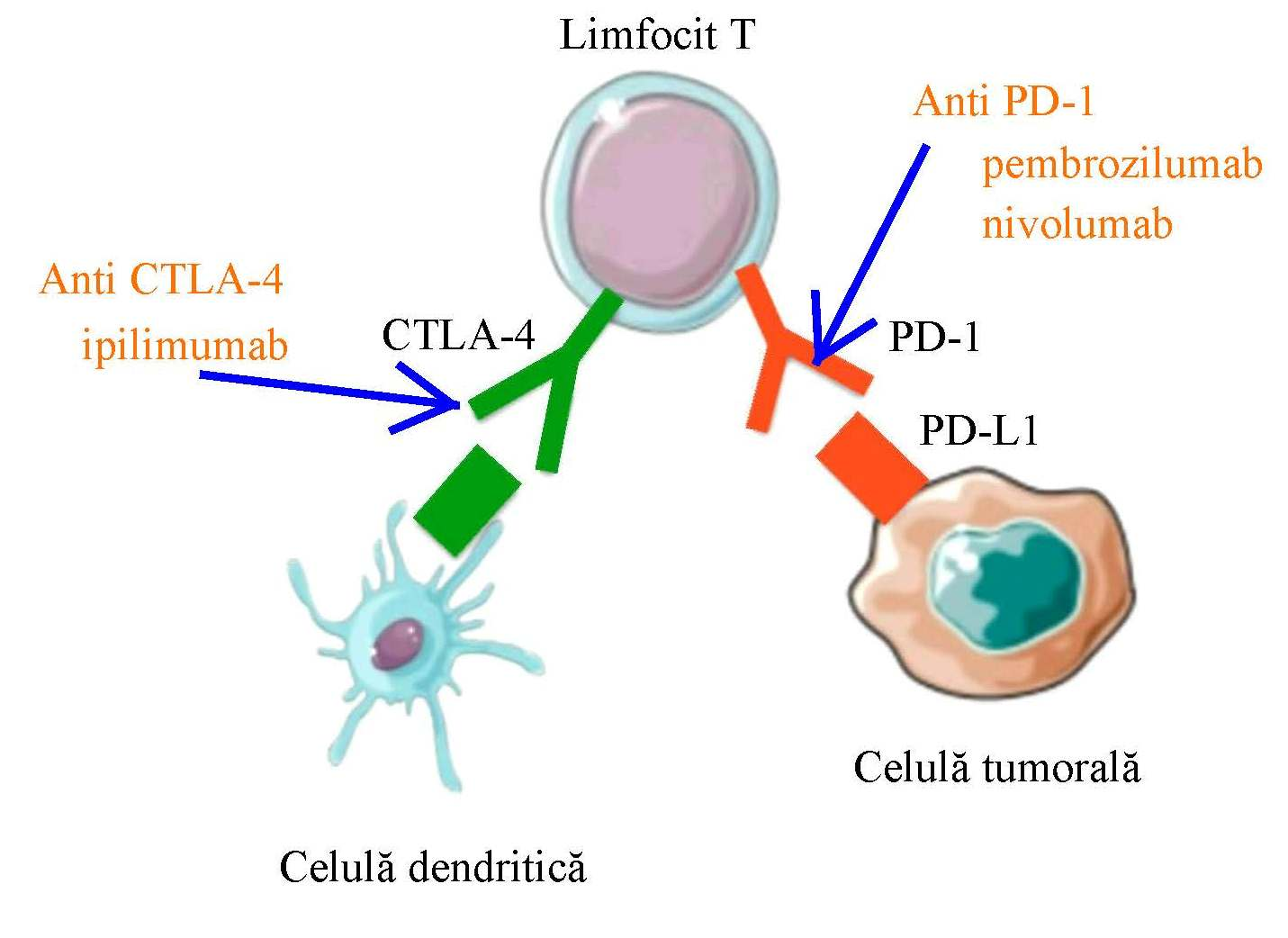
Anticorpii monoclonali (ipilimumab, nivolumab, pembrozilumab) care inhibă receptorii CTLA-4 și PD-1 și stimulează răspunsul antitumoral al limfocitelor T.

PD-1 (acronim pentru Programmed cell death Protein 1 = proteina 1 a morții programată a celulelor),  numit și CD279 (Cluster of Differentiation 279), este o proteină, exprimată pe suprafața limfocitelor T activate, care funcționează ca receptor pentru liganzii PD-L1 și PD-L2 (Programmed cell death-ligands 1 and 2 = liganzii 1 și 2 ai morții programate) prezenți pe suprafața celulelor tumorale, legarea acestui receptor la acești liganzi inhibă procesul imunitar. Receptorul PD-1, ca și CTLA-4, inhibă răspunsul antitumoral al limfocitelor T CD4+ și CD8+ după legarea la liganzii PD-L1 și PD-L2, exprimați pe suprafața celulelor tumorale. El este codificat de gena PDC1 prezentă pe cromozomul 2. Anticorpii monoclonali care țintesc proteina PD-1 stimulează răspunsul antitumoral al limfocitelor T. Mai mulți anticorpi monoclonali au fost utilizați în studiile terapeutice (nivolumab, pembrozilumab) pentru tratamentul diferitelor tipuri de cancer (melanoame, cancere renal, cancere pulmonare cu celule mici) cu rezultate promițătoare. Pembrozilumabul (sub denumirea comercială Keytruda) este autorizat în România pentru tratamentul melanomului avansat (nerezecabil sau metastatic), carcinomului pulmonar cu celule mici, limfomului Hodgkin, carcinomului urotelial local avansat sau metastatic. Pentru descoperirea receptorului inhibitor PD-1 de pe suprafața limfocitelor T și a anticorpilor monoclonali care blochează acest receptor și astfel permite limfocitelor T să atace celulele canceroase lui Tasuku Honjo i s-a acordat Premiul Nobel pentru Medicină în 2018.